# Région de bien-être de Savonie du Sud
La région de bien-être de Savonie du Sud (en finnois : Etelä-Savon hyvinvointialue) est un organisme public indépendant des municipalités et de l'État chargé des services sociaux, de santé et de secours en Savonie du Sud.
C'est l'une des 23 régions de bien-être de Finlande.

## Municipalités
La région compte 12 municipalités, dont 3 villes.
- Enonkoski
- Hirvensalmi
- Juva
- Kangasniemi
- Mikkeli
- Mäntyharju
- Pertunmaa
- Pieksämäki
- Puumala
- Rantasalmi
- Savonlinna
- Sulkava

## Services

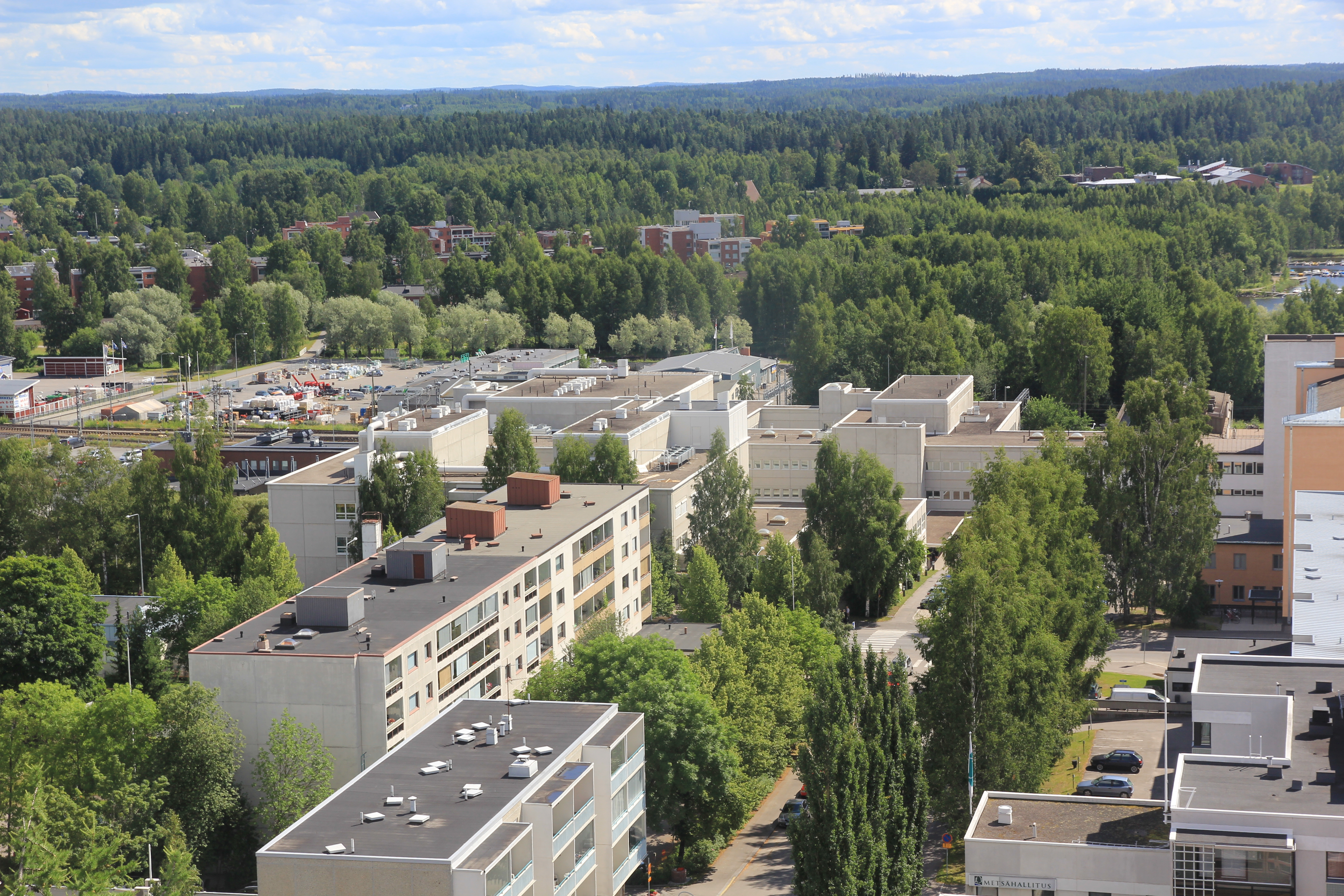
L'hôpital central de Mikkeli photographié depuis le château d'eau de Naisvuori.

La responsabilité légale de l'organisation des services sociaux et de santé et de secours passera des municipalités à la région de bien-être de Savonie du Sud à partir du 1er janvier 2023.

### Soins de santé
Les municipalités d'Hirvensalmi, Juva, Kangasniemi, Mikkeli, Mäntyharju, Pertunmaa, Pieksämäki et Puumala font partie de l'association intercommunale des services sociaux et de santé de Savonie du Sud.
Les municipalités d'Enonkoski, Rantasalmi, Savonlinna et Sulkava font partie du district hospitalier de Savonie orientale.
La région compte deux hôpitaux centraux l'un à Mikkeli et l'autre à Savonlinna ainsi que l'hôpital de Moisio.

### Opérations de secours
En termes d'opérations de secours d'urgence, les municipalités de la région de bien-être de Savonie du Sud dépendent du service de secours de Savonie du Sud .

## Politique et administration
Les élections régionales finlandaises de 2022 ont eu lieu le 23 janvier 2022 afin de désigner pour la première fois les 79 conseillers régionaux élus pour 3 ans pour administrer la région de services du bien-être de Savonie du Sud.
La répartition des voix et des sièges sont les suivantes :
| Parti    | Parti                           | Voix   | %    | Sièges |
| -------- | ------------------------------- | ------ | ---- | ------ |
|          | Parti social-démocrate          | 10 441 | 19,5 | 12     |
|          | Vrais Finlandais                | 4 783  | 8,9  | 5      |
|          | Parti de la coalition nationale | 9 580  | 17,9 | 11     |
|          | Parti du centre                 | 17 382 | 32,5 | 20     |
|          | Ligue verte                     | 2 623  | 4,9  | 3      |
|          | Alliance de gauche              | 1 422  | 2,7  | 1      |
|          | Chrétiens-démocrates            | 1 941  | 3,6  | 2      |
|          | Mouvement maintenant            | 4 446  | 8,3  | 5      |
|          | Le pouvoir appartient au peuple | 563    | 1,1  | 0      |
| Sources: |                                 |        |      |        |